# Oorwurm (muziek)
Oorwurm is een term uit de muziektheorie. Een oorwurm is een melodie, of een stukje daarvan, die in het hoofd blijft hangen, maar waar men geen prijs op stelt. Het heeft dus slechts figuurlijk te maken met het insect oorworm. De term stamt van het Duitse Ohrwurm en wordt ook in het Engels gebruikt (Earworm). In Duitsland wordt de term veelal gebruikt om een hit aan te duiden.
Vaak is het een melodietje dat men voor even best aardig zou kunnen vinden, maar niet als het steeds maar in het hoofd rond blijft zingen.
De theorie is dat de melodie harmonieus is, maar niet volgens het "gewone model" oplost naar een eind toe. In de melodie kan ook een kleine afwijking zitten die het "westers" oor niet gewend is. De hersenen proberen de oplossing te zoeken en blijven het fragment afdraaien. Als remedie wordt geadviseerd de melodie uit te zingen, waardoor het probleem zou verdwijnen.
Van tevoren is niet aan te geven of iets uiteindelijk ook een "oorwurm" wordt, want iedereen beluistert muziek anders. Ook bij dezelfde beluisteraar hoeft een en hetzelfde fragment niet altijd tot een "oorwurm" te leiden, omdat de situatie waarin men muziek hoort niet altijd hetzelfde is.
Met oorwurm wordt ook de achtergrondmuziek bij een reclame aangeduid. Hoort men het melodietje los, dan kan het zijn dat men direct aan het product denkt.

## Therapie
Volgens in 2015 gepubliceerd wetenschappelijk onderzoek kan het fenomeen worden tegengegaan door kauwgom te kauwen.